# Abu al-Hasan al-Ash'ari
Abu al-Hasan al-Ash'ari (Basora, 874 -  Bagdad, 936) fue un teólogo musulmán iraquí.
Presumiblemente perteneció a la familia de Abu-Musa al-Asha'ari, uno de los Sahaba. Se integró a la escuela teológica Mu'tazili y recopiló varias opiniones intelectuales en su obra Maqālāt al-Islāmīyīn (Razonamientos Teológicos de los Musulmanes).
A la edad de 40 años, concluyó que su método inducia a conceptos estériles sobre Dios y la humanidad, cambiando con esto, su rumbo hacía una teología más ortodoxa. Después se dedicó a ampliar su Maqālāt al-Islāmīyīn y el escrito Kitāb al-Lumaʽ (El Libro Luminoso).
Haciendo reflexiones sobre las ideas de al-Muhasibi y otros personajes dogmáticos, creó su propia corriente religiosa, conocida como la teología Ash'ari, Ashariyyah o escuela de Khorāsān.